# Паліїв Кекилія
Кекилія (Цьопа) Паліїв (6 січня 1906 — 11 листопада 1969) — громадська діячка, пластунка, педагогиня, президентка (1965—1969) Федерації Українських Учителів Канади, основоположниця та віце-президентка (1967—1969) Української Шкільної Ради, працівниця відділу опіки над молоддю і родинами в УЦК.

## Життєпис

### Перші роки
Паліїв Кекилія (прізвисько: Цьопа)- народилася 6 січня 1906 р. в селі Перевозець, що на теренах Західної України, в національно-свідомій родині священика. Закінчивши початкове навчання Кекилія у 1920 р. переїхала до Львова, де навчалася в українській державній семінарії, саме у Львові вона познайомилася з пластовою ідеєю і стала активним членом 3-го полку УПЮ ім. кн. Ярославни. За активну діяльність в пласті Кекилію прозвали «Цьопою» і цей псевдонім став складовою назвою її ім'я, після закінчення школи у Львові у 1921 році вступила до учительського семінару, який закінчила в 1925 році.

#### Родина
В сім'ї виховувалося п'ятеро дітей і всі вони отримали належну освіту. Найбільш відомий — найстарший син Дмитро, підхоронжий УСС, організатор листопадового перевороту, також став одним із організаторів Дивізії «Галичина» і загинув у бою під Бродами. Батько Кекилії походив з села Гвіздець, з повіту Городенка, а мати Сидора була дочкою серед дев'ятьох дітей також з родини священика з Котузова.

##### Кар'єра
З 1926 року працювала в Українському інституті для дівчат у Перемишлі, де вчила дівчат фізкультури і наглядала за ними, після чого вступила в Пласт. Після розпуску 1930 року Пласту була у проводі конспіративного Пласту, за що її звільнили в 1934 році з інституту.
Переїхала до Львова, де стала справником кооперативи «Пласт», де продавалося пластове знаряддя. Була членом видавничої спілки «Вогні», що видавала журнал для ідеологічного формування членів таємного Пласту. Заснувала для ремісничої молоді легальний гурток «Плай». 1941 року на прохання Українського Центрального Комітету переїжджає до Кракова, де займалася суспільною опікою при нагляді над табором полонених, після повертається до Львова, де опікується молоддю і допомагає втікачам зі східних земель.
У зв'язку з тим, що в 1945 р. знову легально було відновлено роботу Пласту, Ц. Паліїв організувала пластову групу, вела гуртки. Незабаром її було обрано команданткою пластунок Союзу Українських Пластунів Емігрантів (СУПЕ). Через деякий час вона переселилася до табору на Шляйсгаймі, під Мюнхеном, де також вела дівчачі та хлоп'ячі гуртки.
Після відновлення Пласту була запрошена до Шляйсгайму біля Мюнхена на організаційну роботу. Наприкінці 1947 року переїхала до Англії на роботу на ткацьку фабрику. Працювала у Лідсі. Зареєструвала там Пласт як Комісію виховних осель і мандрівної молоді; заснувала п'ять пластових станиць. 1952 року переїхала до Канади, де увійшла до проводу Пласту.
Цьопу було відзначено за її невтомну працю за часів нелегальної праці Пласту нагородою «За визначну справу», а також обрано Головною булавною пластунок.
З 1956 р. вона працювала як Головний референт вишколу при Головній пластовій булаві — дбала про опрацювання вишкільних і допоміжних матеріалів за допомогою своїх співробітниць, ввела у торонтському коші курінні табори. Протягом 1957 р. Ц. Паліїв запланувала й провела Міжкрайову пластову зустріч на честь 45-ліття Пласту на Пластовій Січі Торонто під гаслом «Мандрівка землями України»
З 1965 р. працювала секретарем в Об'єднанні педагогів. Трудилася над підготовкою Першого Світового конгресу вільних українців (СКВУ) в 1967 р. Згодом була обрана секретарем Світової координаційної виховно-освітньої ради та Виховної крайової освітньої ради в Канаді.
Останні роки свого життя діячка працювала над підготовкою дошкільного і шкільного букваря. Вона була також співавтором праці «Українська виховна система в діаспорі». Видала брошуру «Напрямні для річного пляну праці»

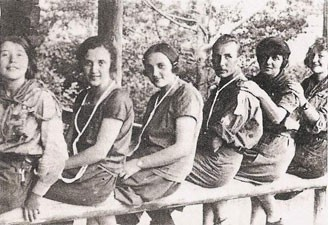
В таборі, на Соколі. Третя ліворуч — Кекилія Паліїв

## Погляди
На думку Цьопи Паліїв, щоб реалізувати систему національної педагогіки, було необхідно здійснити процес виховання і науки, тобто просвіти української молоді, адже роль шкіл вона пов'язувала з патріотичним вихованням дітей, що могло б утверджувати зв'язок її з Україною. Вона відстоювала принцип, що навчання має бути тісно пов'язане із джерелами української духовості. У 1969 р. на Конґресі Українців Канади Цьопа Паліїв виступила на Сесії шкільної конференції і тоді, за її сприяння, було створено Крайовий центр українських шкільних рад Канади.

## Смерть та вшанування пам'яті
Важка хвороба обірвала її життя 11 листопада 1969 р. Зважаючи на великий внесок у справу пластового руху та виховання, на честь Цьопи Паліїв було споруджено пам'ятник у Торонто, працюють під її іменем 16 куренів УПЮ, «Рідна Школа» і дитячий садок. Об'єднання педагогів присвятило її пам'яті дошкільний буквар «Мій перший словничок», а «Патронат опіки над науковим осередком НТШ» у Сарселі назвав фундацію її іменем.